# Postnummer i Estland

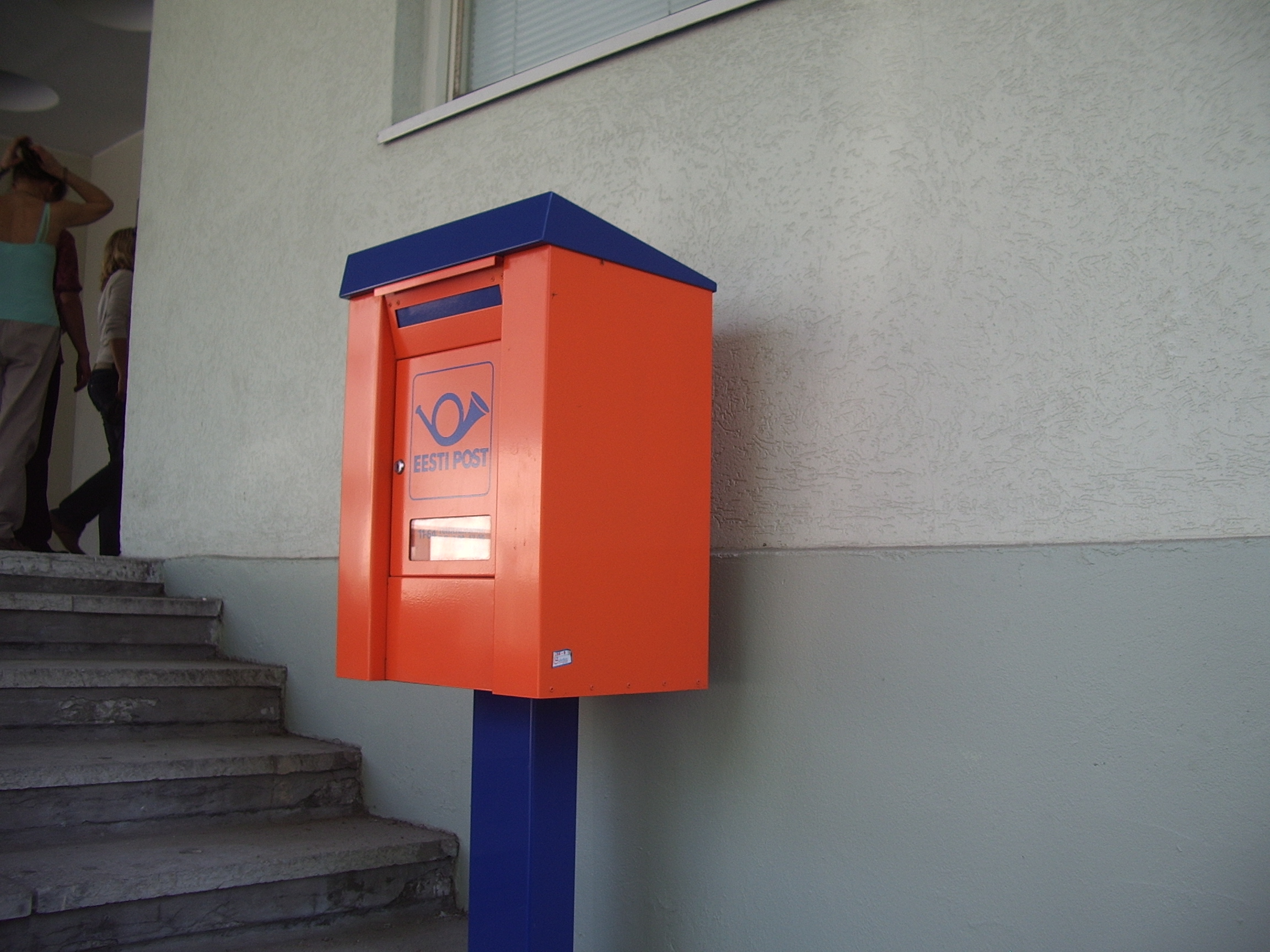
Brevlåda i Estland.

Postnummer i Estland består av fem siffror. Den första siffran anger postregion enligt listan nedan.
1. Tallinn
2. Narva, Narva-Jõesuu
3. Kohtla-Järve
4. Ida-Virumaa, Lääne-Virumaa, Jõgevamaa
5. Tartu (stad)
6. Tartumaa, Põlvamaa, Võrumaa, Valgamaa, Viljandimaa
7. Viljandimaa, Järvamaa, Harjumaa, Raplamaa
8. Pärnumaa
9. Läänemaa, Dagö, Ösel